# Сегарра
Сегарра (исп. Segarra,  галис. Segarra)  — район (комарка) в Испании, входит в провинцию Льейда в составе автономного сообщества Каталония.

## Муниципалитеты
1. Биоска
2. Сервера (Льейда)
3. Эстарас
4. Граньянелья
5. Граньена-де-Сегарра
6. Гисона
7. Иворра
8. Массотерес
9. Монтолиу-де-Сегарра
10. Монторнес-де-Сегарра
11. Олужас
12. Эльс-Планс-де-Сио
13. Рибера-д'Ондара
14. Санаужа
15. Сан-Гим-де-Фрешенет
16. Сан-Гим-де-ла-Плана
17. Сан-Рамон
18. Талавера
19. Таррожа-де-Сегарра
20. Торрефета-и-Флорежакс
21. Тора (Льейда)